# Kasteel van Moerkerke

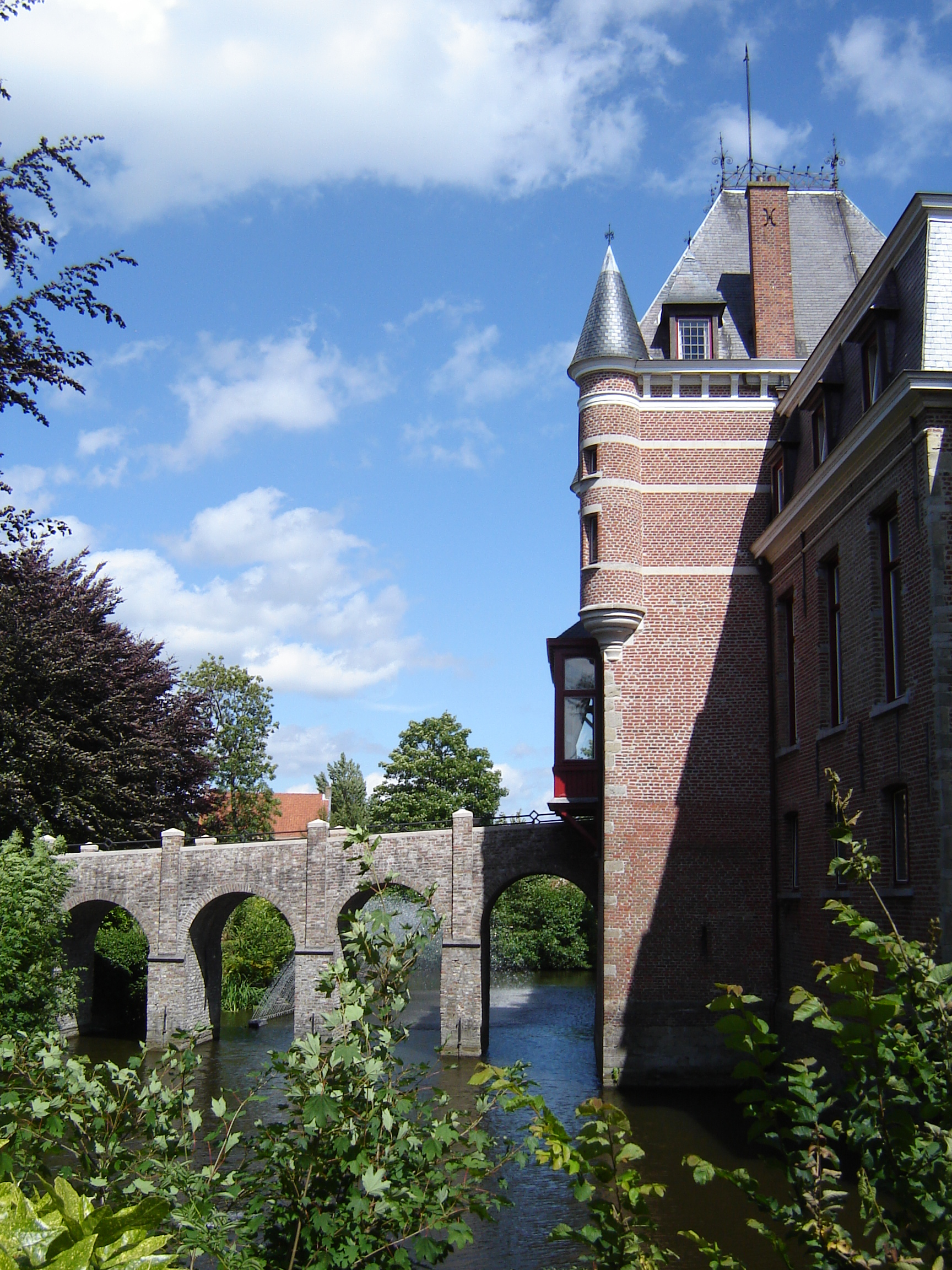
Kasteel van Moerkerke

Het kasteel van Moerkerke is een kasteel in het Belgische dorp Moerkerke. Het kasteel is nog gedeeltelijk omgracht en bevindt zich aan de Kasteelstraat 7. Het was vroeger de zetel van de heren van de heerlijkheid Moerkerke.

## Geschiedenis
Het kasteel werd aanvankelijk bewoond door een geslacht dat zich Van Moerkerke noemde. In de 14e eeuw kwam het in handen van de familie Van Praet. Het kasteel kende een bewogen geschiedenis. Zo werd in 1302 (het jaar van de Guldensporenslag) een aanslag tegen het kasteel beraamd, aangezien de bewoner Fransgezind was. Eind 14e eeuw werd het geplunderd door Gentse troepen. Naar verluidt zou Lodewijk van Praet (-1440) het huwelijk tussen Margaretha van Male en Filips de Stoute (1369) hebben bevorderd.
In de 16e eeuw werd het kasteel verkocht en kwam in handen van diverse geslachten. Zo woonde er Karel van Sint-Omaars (1532 - 1569), zoon van Joos van Sint-Omaars en Anna van Praet, die er een fraaie botanische tuin aanlegde en ook een reeks aquarellen over flora en fauna liet vervaardigen. Einde 16e eeuw werd het kasteel gekocht door Clemens van Castilië. Deze liet het verbouwen tot een meer comfortabele woning, aangezien het kasteel geen militaire betekenis meer had.
In 1700 kwam het kasteel in handen van Pierre de la Villette, die in 1716 kinderloos stierf, waarop de zoon van zijn nichtje Adrienne de la Villette en van Philippe François d'Hanins (1653-1710), met name Pierre-Louis d'Hanins (°1693), voortaan d'Hanins de Moerkerke genaamd, de nieuwe eigenaar werd. De familie d'Hanins liet het gebouw in de 19e eeuw in neoclassicistische stijl verbouwen. Door het huwelijk in 1842 van de achterkleindochter van Pierre-Louis d'Hanins met baron Auguste de 't Serclaes werd het goed eigendom van de familie de 't Serclaes de Wommersom, die het kasteel opnieuw grondig liet verbouwen. Het huidige ecclectische uiterlijk kreeg het kasteel in 1912. In 1922 richtten de Broeders Xaverianen in het gebouw een school in. Toen zij het kasteel verlieten raakte het in ernstig verval.
In 1964 werd het domein aangekocht door kolonel Van den Broeck. Deze liet het kasteel restaureren en voorzag het van een linker- en rechtervleugel.

## Gebouw
Oorspronkelijk bestond het uit een vierkante donjon op een motte, alsmede een voorhof van rond 1100. Vooral in de kelderverdieping bevinden zich nog oude gedeelten zoals een met een tongewelf overkluisde crypte.
Het kasteel is ook thans nog gedeeltelijk omgracht. Een brug met vier rondbogen uit de 17e en 18e eeuw verschaft de toegang. In het kasteel hangen rouwborden uit de 19e eeuw, die vroeger in de kerk hingen, alsmede het rouwbord van Pierre de la Villette uit 1716.
In de linkervleugel van het kasteel bevindt zich een ijskelder. Het kasteel wordt omringd door een prachtige tuin met vijver. Hier werden nog delen van het voorhof teruggevonden.
Vanaf de jaren 1960 werd het kasteel in gebruik genomen voor recepties en feesten.